# David Mazzucchelli

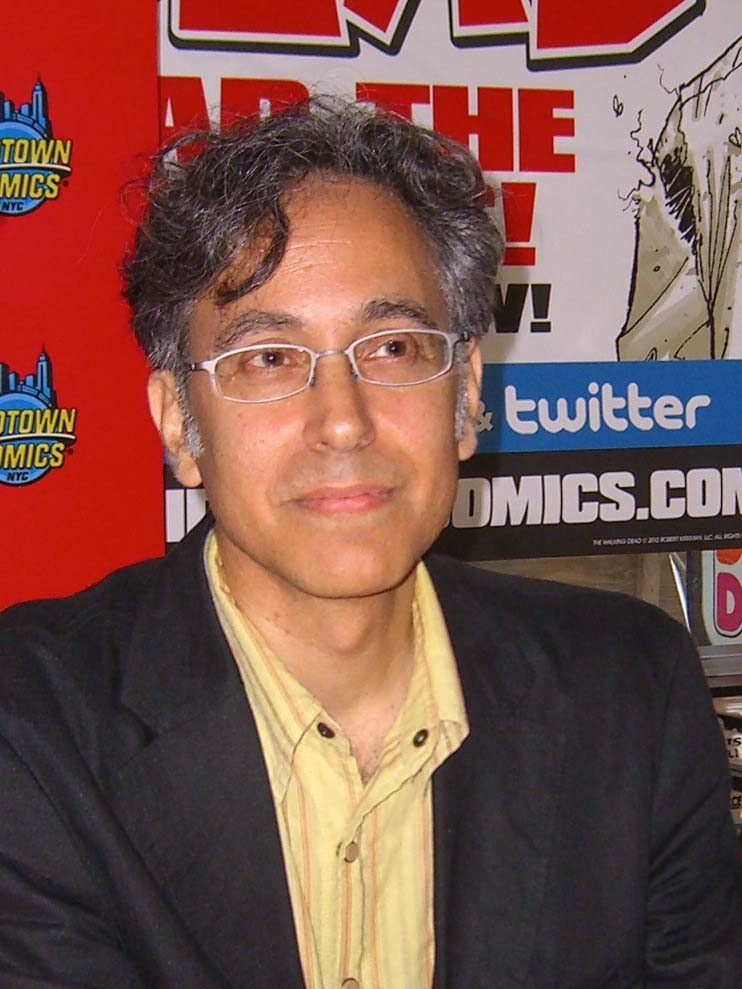
David Mazzucchelli 2012

David John Mazzucchelli (* 21. September 1960 in Providence, Rhode Island) ist ein US-amerikanischer Comiczeichner.

## Leben und Werk
Mazzucchelli begann nach dem Abschluss der Rhode Island School of Design Ende der 1970er Jahre als professioneller Comiczeichner zu arbeiten.
Nach mehreren kleineren Arbeiten begann Mazzucchelli Anfang der 1980er Jahre für die bei Marvel Comics erscheinende Serie Daredevil zu zeichnen. Autoren deren Skripte für Daredevil Mazzucchelli in Bilder fasste waren vor allem Dennis O’Neil und Frank Miller.
Seinen größten künstlerischen Erfolg feierte Mazzucchelli schließlich 1986 als Zeichner der von Frank Miller verfassten Batman-Story Year One die erstmals in Batman #404 bis 407 veröffentlicht wurde und seither vielfach als Sammelband neuaufgelegt worden ist.
Im Selbstverlag veröffentlichte er gemeinsam mit Richmond Lewis die dreiteilige Anthologie Rubber Blanket. In Zusammenarbeit mit Paul Karasik lieferte Mazzucchelli die Illustrationen für Paul Austers Roman City of Glass, der 1994 veröffentlicht wurde. Seither hat er sich vor allem durch illustrierte Kurzgeschichten hervorgetan: So etwa mit It’s a beautiful day… und A Brief History of Civilization (beide erschienen in Drawn & Quarterly, Nr. 9, Juli 1992), sowie The Fisherman and the Sea Princess (erschienen in Art Spiegelmans Kinderanthologie Little Lit: Folklore & Fairy Tale Funnies).
Abseits der Comicbranche hat Mazzucchelli als Illustrator für diverse Zeitschriften wie The New Yorker und als Dozent an der Rhode Island School of Design sowie für die School of Visual Arts in New York City, für die er bis heute tätig ist, gearbeitet.
Für sein Werk Asterios Polyp erhielt Mazzucchelli 2010 sowohl drei Eisner Awards (in den Kategorien Best Graphic Album, Best Writer/Artist und Best Letterer/Lettering) als auch drei Harvey Awards (Best Letterer, Best Single Issue or Story, Best Graphic Album of Original Work).